# Mardan Ahanin
Mardan Ahanin (también conocido como el Hombre más Fuerte de Irán) (persa: مردان آهنين - قوى ترين مرد ايران) es el único evento anual televisado de strongman en Irán, transmitido en el Canal 3. Mohammadreza Fattah Hosseini, Reza Javdani y Mohammad Amin Nabiollahi han sido los anfitriones del programa hasta el momento. Faramarz Khodnegah oficialmente es el árbitro, ayudado a veces por Mehdi Fatemi (2005-2006), Mehrab Fatemi (2007-2009), y Ali Dadashi (2010). Después de seis años de ausencia, el 12º período del evento tiene lugar en la celebración del novruz 2018.

## Resultados finales
| Año  | Lugar        | Ganador            | Subcampeón        | Tercer lugar      | Cuarto lugar         | Quinto lugar     | Sexto lugar       | Séptimo lugar    | Octavo lugar     |
| ---- | ------------ | ------------------ | ----------------- | ----------------- | -------------------- | ---------------- | ----------------- | ---------------- | ---------------- |
| 1998 | Teherán      | Mehrab Fatemi      | Hamid Soltan      | Mehdi Mirdavoudi  | Mehdi Fatemi         | Farhad Panahi    | Akbar Ghamgin     |                  |                  |
| 2001 | Boroujerd    | Mehrab Fatemi      | Mojtaba Maleki    | Majid Talkhavi    | Mehdi Fatemi         | Ali Dadashi      | Reza Golmohammadi | Hossein Fatemi   | Hossein Bejani   |
| 2004 | Teherán      | Reza Gharaei       | Mojtaba Maleki    | Rouhollah Dadashi | Amir Gharaei         | Mehdi Mirdavoudi | Majid Dejbarar    | Mehdi Bagheri    | Mehdi Pashaei    |
| 2005 | Kish         | Mehrab Fatemi      | Mojtaba Maleki    | Hossein Fatemi    | Majid Talkhavi       | Karim Taleshi    | Mehdi Bagheri     | Ali Esmaeili     | M. Mohammadi     |
| 2006 | Bandar Abbas | Mehrab Fatemi      | Ali Esmaeili      | Hossein Fatemi    | Aidin Khataei-Asl    | Hamid Gharaei    | M. Mohammadi      |                  |                  |
| 2007 | Bam          | Reza Gharaei       | Farzad Mousakhani | Ali Esmaeili      | Rouhollah Dadashi    | Hamid Gharaei    | M. Mohammadi      |                  |                  |
| 2008 | Chabahar     | Reza Gharaei       | Hassan Ebadi      | Rouhollah Dadashi | Ali Esmaeili         | M. Mohammadi     | Hamid Gharaei     | Amir Gharaei     | Javad Maafi      |
| 2009 | Bam          | Rouhollah Dadashi  | Moslem Darabi     | Ali Esmaeili      | M. Mohammadi         | Mehrdad Bajelan  | Hamed Amiri       | Hamid Gharaei    | Mehdi Norouzi    |
| 2010 | Teherán      | Rouhollah Dadashi  | Moslem Darabi     | Mehrdad Bajelan   | M. Mohammadi         | Mohsen Akhoundi  | Alireza Gharaei   | Mehrab Fatemi    | Ali Esmaeili     |
| 2011 | Gheshm       | Moslem Darabi      | Ali Esmaeili      | Kamal Sharifi     | Karim Taleshi        | Nemat Jalali     | Mohsen Akhoundi   | Saeed B. Kazemi  |                  |
| 2012 | Kish         | Moslem Darabi      | Nemat Jalali      | Hamed Haghzareh   | Mohsen Masnabadi     | Mehrdad Bajelan  | Bahram Akbari     | Farshid Hemmati  |                  |
| 2018 | Teherán      | Mohammad Ezzatpour | Peiman Maheripour | Mohsen Masnabadi  | Mohammadreza Tazeroo | Ali Nokani       | Sirvan Soleymani  | Hassan H. Aghaei | Faramarz Rahmani |

## Ganador del premio al juego limpio
| Año  | Lugar        | Ganador                         |
| ---- | ------------ | ------------------------------- |
| 1998 | Teherán      | Kazem Ghamgin                   |
| 2001 | Boroujerd    | Mansour Rostamzadeh             |
| 2004 | Teherán      | Ahmad Afshar                    |
| 2005 | Kish         | Rahim Asgari Y Mehdi Bagheri    |
| 2006 | Bandar Abbas | Ali Dadashi & Siavash Barfaan   |
| 2007 | Bam          | -                               |
| 2008 | Chabahar     | Kamal Sharifi                   |
| 2009 | Bam          | Hasan Aliyar & Siavash Barfaan  |
| 2010 | Teherán      | Ghiyas Ahmadi Y Hossein Rasouli |
| 2011 | Gheshm       | Amir Hossein Yavari             |
| 2012 | Kish         | Nemat Jalali                    |
| 2018 | Teherán      | -                               |

## Registros
- Mayoría de títulos de campeón:

Mehrab Fatemi (4 veces)
Reza Gharaei (3 veces)
- Mayoría de títulos de subcampeón:

Mojtaba Maleki (3 veces)
Ali Esmaeili y Musulmanes Darabi (2 veces)
- Mayoría de participaciones en la Final:

Ali Esmaeili (7 veces → 2005-2011)
Mohammad Mohammadi (6 veces → 2005-2010)
Mehrab Fatemi (5 veces → 1998, 2001, 2005 y 2006, 2010)
Rouhollah Dadashi (5 veces → 2004, 2007-2010)
- Mayoría de victorias consecutivas:

Mehrab Fatemi, Reza Gharaei, Rouhollah Dadashi, y Musulmanes Darabi (2 veces)